# Broke
«Broke» es el primer sencillo de la banda Modest Mouse. Fue lanzado el 26 de marzo de 1996. Copias del sencillo fueron luego lanzadas en Interstate 8, aunque ambos fueron diferentes grabaciones. Ambas grabaciones fueron luego incluidas en la compilación Building Nothing Out of Something.

## Lista de canciones
Las siguientes canciones aparecieron en el sencillo:
1. "Broke" – 3:19
2. "Whenever You Breathe Out, I Breathe In" (Positive/Negative) – 5:18

- Datos: Q4973272